# OneM2M
oneM2M은 사물통신, IoT 기술을 위한 요구사항, 아키텍처, API 사양, 보안 솔루션, 상호 운용성을 제공하는 글로벌 단체이다.
oneM2M의 사양은 스마트 시티, 스마트 그리드, 커넥티드 카, 홈 오토메이션, 치안, 건강과 같은 다양한 애플리케이션과 서비스를 지원하는 프레임워크를 제공한다.

## 역사
oneM2M은 2012년 7월에 설립되었으며 세계의 저명한 표준 개발 단체들(SDO) 중 8곳을 이루고 있으며, 여기에는 TTA(한국), 전파산업회(ARIB, 일본), ATIS(미국), CCSA(중국), ETSI(유럽), TIA(미국), TDSI(인도), TTC(일본)가 있다. 이는 브로드밴드 포럼, CEN, CENELEC, 글로벌플랫폼, 넥스트 제네레이션 M2M 컨소시엄, OMA 등 6개의 산업 표준 단체와 함께한다.

### 파트너
one2M2M은 현재 200개 이상의 참여 파트너들과 회원들이 있으며, 여기에는 알카텔-루슨트, AT&T, BT 그룹, 어도비, 에릭슨, 도이체 텔레콤, IBM, 시스코 시스템즈, 시에라 와이어리스, 인터디지털, 인텔, LG유플러스, 텔레포니카가 포함된다.

### 지역 발전
대한민국은 oneM2M 표준에 기반한 솔루션을 위한 주도적인 시장들 가운데 하나이다. 대한민국의 국가 사물 인터넷 마스터 플랜은 IoT 솔루션을 개발하는 기업과 IoT 애플리케이션을 위한 전략적 조장자로서 oneM2M을 분명하게 내세우고 있다. 부산시는 oneM2M 기반 오픈 플랫폼을 구현함으로써 산업-대학 유관 스마트시티 에코시스템을 지원하고 있다.
유럽에서는 HP 엔터프라이즈가 기업 및 스마트 시티 분야에서 상업적 성공을 거두었다고 보고하였다.

## 개발 리소스
oneM2M 파트너십 프로젝트는 oneM2M 커뮤니티, 소프트웨어 출시, 협업 개발 프로세스에 대해 개발자들이 학습할 수 있는 위키를 운영하고 있다.